# Raule Automobilmuseum

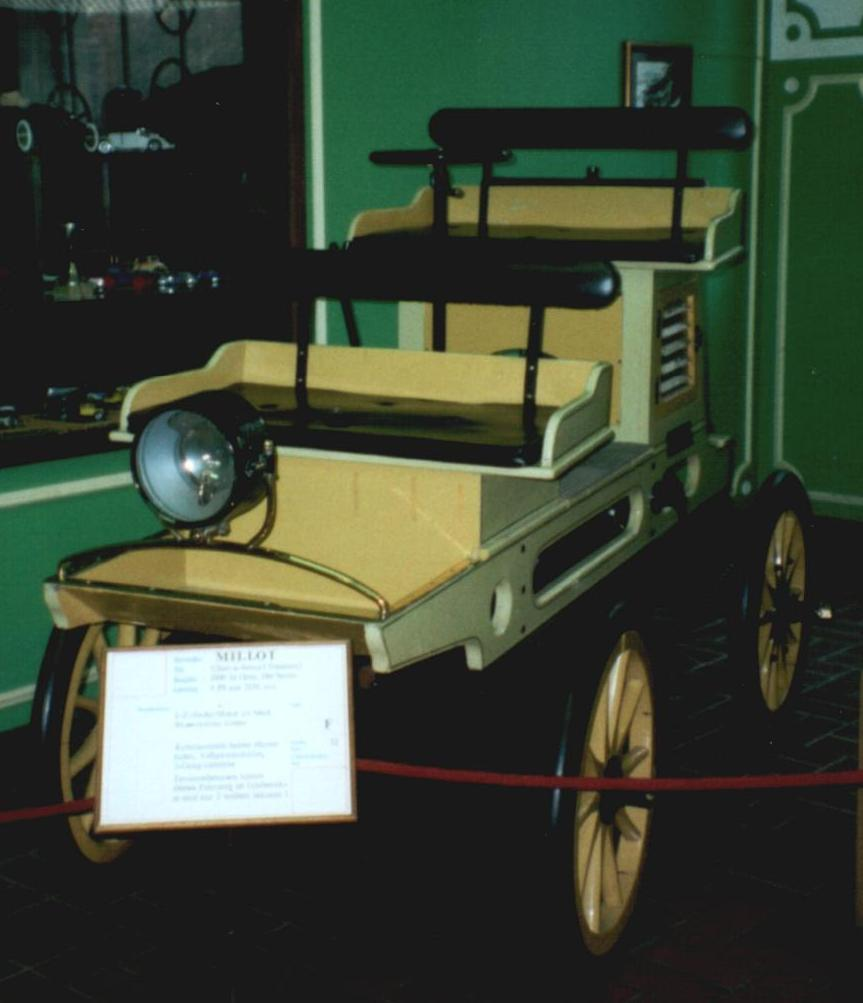
Millot von 1900

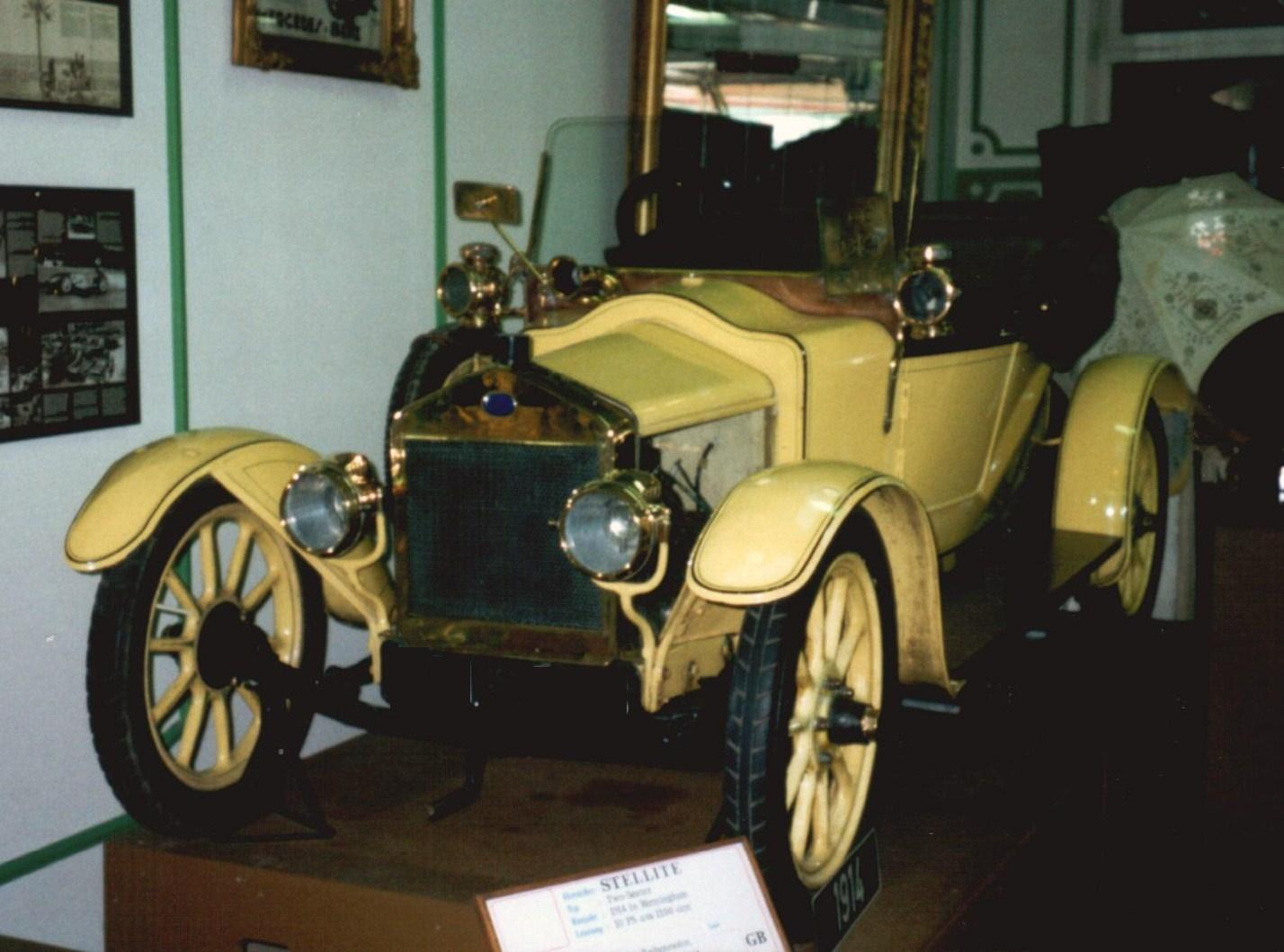
Stellite von 1914

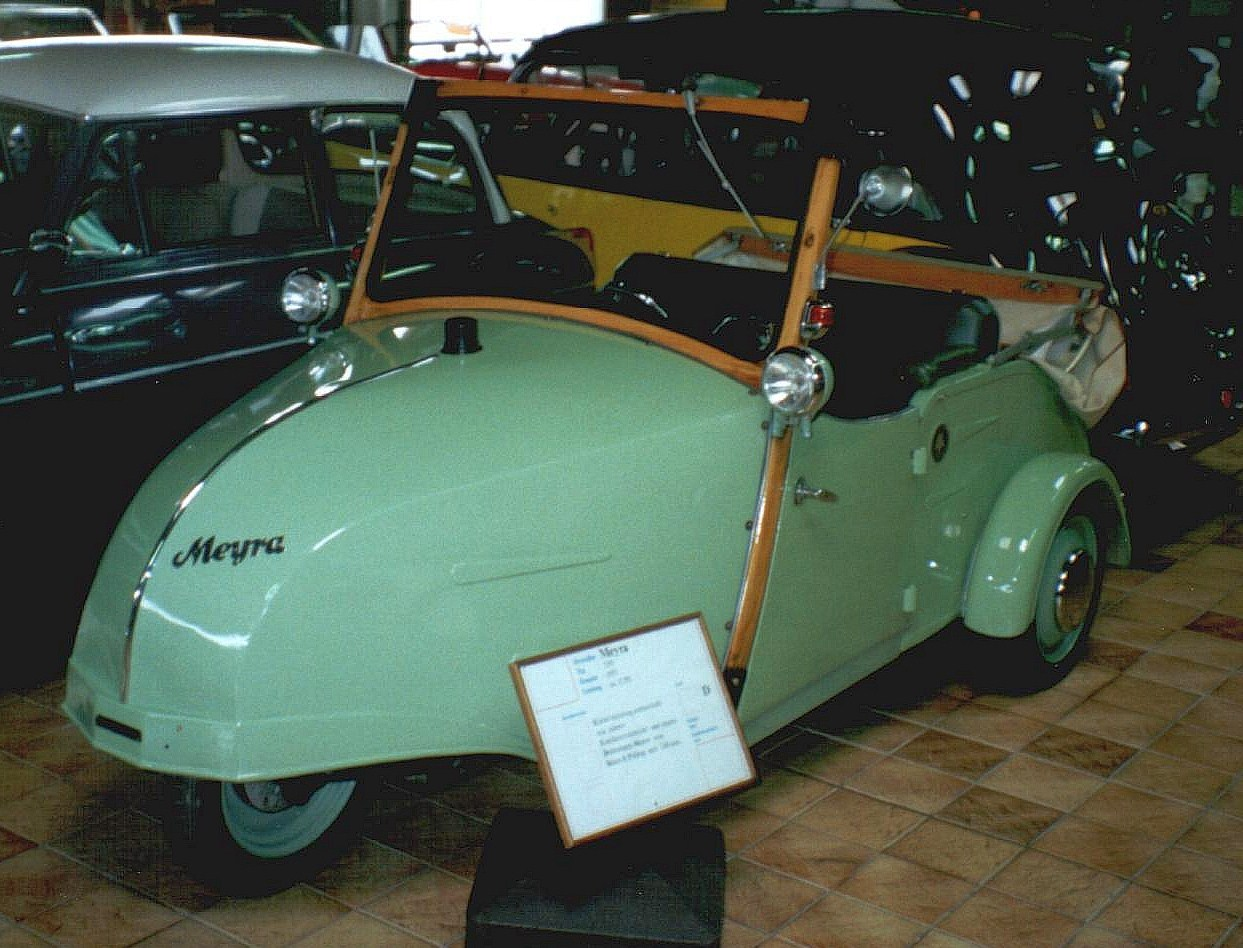
Meyra von 1958

Das Raule Automobilmuseum, anfangs auch Automobil-Museum Eppstein, war ein Museum für Oldtimer im hessischen Eppstein.

## Geschichte
Horst Raule betrieb ab 1955 eine Autovermietung in Eppstein. Außerdem sammelte er alte Fahrzeuge. Er eröffnete das Automuseum in derselben Stadt. Zum Gründungsdatum gibt es unterschiedliche Angaben. Zwei Quellen nennen 1979, zwei andere 1980. Im Museumskatalog steht der 1. April 1980. Allerdings gab es in der Automobil- und Motorrad-Chronik in der Ausgabe Dezember 1979 einen Bericht, wonach das Museum am 17. Oktober 1979 eröffnet wurde.
Es wurde als das erste Museum seiner Art in Hessen bezeichnet. Es hatte täglich geöffnet.
Anfang 1988 schloss sich das Museum mit elf anderen der größten deutschen Oldtimer- und Technik-Privatmuseen zur Interessengemeinschaft der deutschen Museen für Auto, Motor + Technik zusammen. Die anderen Museen waren das Auto-Museum Hillers in Tremsbüttel und Hamburg, das Motor Technica Museum Bad Oeynhausen in Bad Oeynhausen, das Automuseum Ibbenbüren in Ibbenbüren, das Rennsportmuseum Nürburgring am Nürburgring, die Rosso Bianco Collection in Aschaffenburg, das Motorsportmuseum Hockenheimring, das Technik-Museum Sinsheim, das Deutsche Zweirad- und NSU-Museum in Neckarsulm, das Motormuseum Öhringen in Öhringen, das Deutsche Automuseum im Schloss Langenburg und das Automobilmuseum von Fritz B. Busch in Wolfegg.
1989 wurde Walter Hertel in einem Bericht als „Chef“ des Museums bezeichnet.
Nachdem Raule 1998 die Autovermietung verkauft hatte, musste die Sammlung das Gebäude verlassen. Pläne, sie in der Rosso Bianco Collection unterzubringen, scheiterten. Das Museum wurde 2003 geschlossen und die Fahrzeuge wurden verkauft.

## Ausstellungsgegenstände
Ausgestellt waren neben Automobilen auch Motorräder und Traktoren. Insgesamt waren es etwa 75 Fahrzeuge.
Genannt werden Apollo Piccolo von 1906, Stanley Dampfwagen von 1902, BMW 309 von 1934, Steyr 50 von 1938, Rolls-Royce Phantom III, Stuttgart 260, Chevrolet Universal, Hanomag 2/10 PS, Aero 18 und Singer 9, Opel Olympia von 1951, Bergmann Gaggenau, Millot, Daimler, Renault 1905, Peugeot 201 Camionette von 1933 und Motorräder von Nimbus und Triumph, De Dion-Bouton, Stellite, Ford, Lanz Bulldog, Citroën, Lagonda, Morgan, Wanderer, DKW, Goggomobil, Heinkel, NSU, Victoria, Zündapp, Lloyd, Meyra sowie Motorräder von Royal Enfield, Wanderer, Indian und Puch 500.
Ein besonderes Fahrzeug war ein Rennwagen von De Dion-Bouton. Das Museum gab das Baujahr 1912 und einen Vierzylindermotor mit 4400 cm³ Hubraum und 60 PS Leistung an. Zwei Literaturquellen bestätigen die Angabe 1912. Das Fahrzeug ist laut Typenschild ein De Dion-Bouton Type CU. Das Modell wurde nur 1911 angeboten und hatte einen Vierzylindermotor mit rund 4,1 Liter Hubraum. Das Fahrzeug wird bei verschiedenen Veranstaltungen wie dem Concours d’Elegance in Schwetzingen eingesetzt und abweichend als Grand Prix Modell F von 1908 mit 4400 cm³ Hubraum und 40 PS Leistung bezeichnet.